# Афрички мученици
Афрички мученици Дионисија, Датива, Леонтије, Терције, Емелијан, Бонифације, Мајорикус и Сервусаре (умрли 484.)
Православна црква помиње афричке мученике 8. децембра.
Страдање ових светитеља десило се у време цара грчког, Зенона, док је Африком управљао  вандалоки краљ Хунерих, аријанац по вери. У договору са два аријанска епископа: Кирилом и Вилимандисом, Хунерик је покрено прогон православних. Опљачкавши православне храмове, бездушни тиранин наредио је војницима да из свих градова изгоне православне свештенике.Када су сазнали да се мноштво православних сабрало у једну цркву ду у њој тајно служе Свету Литургију, опколили су цркву, запалили  је и све православне у њој. Након тога краљ Хунерик је издао наређење: да се убију сви православни хришћане који одбију да се поново крсте аријанским крштењем. Око три стотине православних хришћана у Кархидони, пошто су одбили аријанске захтеве, посечени су мачем. Двојица свештеника су спаљени; шездесеторици су ишчупани језици.
По сведчењу Виктора Виденског, његова савременица племкиња Дионисија била је убијена током ових прогона. Убијени су Дионисијин син Мајорик, као и Дионисијина сестра Датива.
Дионисија је била подвргнута страшним мучењима пред својим сином. То га је ојачало, надахнуло га да буде непоколебљив у својој вери. Мајорик, Датива и Дионисија су живи спаљени.
Убијена је и Леонтија, ћерка пераданског епископа Германа, Парадана. Лекар по имену Емилије. Терције је био монах из Визацене. Бонифатије, звани Сибиденсе, био је епископ Сицилибе у проконзуларној Африци. Емилију и Терцију су скинули кожу.
У прогону је страдао и Сервус или Сервије, који је пострадао у Тубурбијуму, и Викторија или Виктрикса, која је страдала у Кукузи. Викторија је била обешена изнад ватре. Викторијин муж је покушао да је убеди да се одрекне вере зарад деце, али је она то одбила. Верујући да је мртва, власти су је оставиле на земљи. 
У овоом прогону страдали су и многи други православни хришћани чија имена нису сачувана.